# ماه‌های کردی
ماه‌های کردی مطابق با گاهشماری میلادی و گاه‌شماری خورشیدی یا در گاهشماری کردی و کردی سلطانی در میان کردزبانان.

## ماه‌های میلادی
ماه‌های میلادی در میان کُردزبانان (به‌ویژه سورانی) با عناوین سُریانی ـ عربیِ آنها شناخته می‌شوند و مطابق با روزشمار تقویم میلادی از قرار زیرند:
| ترتیب | نام انگلیسی | نام کردی هم‌عنوان با سریانی | روز      |
| ----- | ----------- | -------------------------- | -------- |
| ۱     | January     | کانوونی دووه‌م              | ۳۱       |
| ۲     | February    | شوبات                      | ۲۸ یا ۲۹ |
| ۳     | March       | ئازار                      | ۳۱       |
| ۴     | April       | نیسان                      | ۳۰       |
| ۵     | May         | ئایار                      | ۳۱       |
| ۶     | June        | حوزه‌یران                   | ۳۰       |
| ۷     | July        | ته‌مموز                     | ۳۱       |
| ۸     | August      | ئاب                        | ۳۱       |
| ۹     | September   | ئه‌یلوول                    | ۳۰       |
| ۱۰    | October     | تشرینی یه‌که‌م               | ۳۱       |
| ۱۱    | November    | تشرینی دووه‌م               | ۳۰       |
| ۱۲    | December    | کانوونی یه‌که‌م              | ۳۱       |

ماه‌های سال در کردی سورانی نام‌های گوناگونی دارند؛ اما شناخته‌ترینِ آن میان آنان به ترتیب زیر است:
1. ریبه‌ندان (rêbendan)
2. ره‌شه‌می (reşemî)
3. ئادار (adar)
4. ئاوریل (avrêl)
5. گولان (gulan)
6. پوشپه‌ر (pûşper)
7. تیرمه (tîrmeh)
8. گه‌لاویژ (gelawêj)
9. ره‌زبه‌ر (rezber) || گه‌لارێزان (gelarêzan)
10. کوچر (kewçêr)
11. سرماوه‌ز (sermawez)
12. به‌فرانبار (berfanbar)

- در میان کردهای شمال، که به زبان کرمانجی تکلم می‌کنند و اغلب تقویم میلادی از ان بهره می‌برند، ماه‌های کردی کرمانجی در میلادی به‌ترتیب سال میلادی:

1. چله (çile)
2. سبات (sibat)
3. ئادار (adar)
4. نیسان (nîsan)
5. گولان (gulan)
6. حه‌زیران (hezîran)
7. تیرمه (tîrmeh)
8. ته‌باخ (tebax)
9. ایلون (îlon)
10. جوتمه (cotmeh)
11. مژدار (mijdar)
12. کانون (kanûn)

## ماه‌های خورشیدی
- ماه‌های خورشیدی در سورانی:

1. خاکه‌لێوه Xakelêwe
2. گوڵان Gulan
3. جۆزه‌ردان Cozerdan
4. پوشپه‌ر Pûşper
5. گه‌لاوێژ Gelawêj
6. خه‌رمانان Xermanan
7. ره‌زبه‌ر Rezber
8. گه‌ڵارێزان Gellarêzan
9. سه‌رماوه‌ز Sermawez
10. به‌فرانبار Befranbar
11. رێبه‌ندان Rêbendan
12. ره‌شه‌مێ Reşemê

- ماه های خورشیدی در کلهری (کرمانشاهی || کرمانشاهیان)

1. جیژنان (فروردین)
2. گولان (اردیبهشت)
3. زه‌ردان (خرداد)
4. په‌رپه‌ر (تیر)
5. گه‌لاویژ (مرداد)
6. نوخشان (شهریور)
7. به‌ران (مهر)
8. خه‌زان (آبان)
9. ساران (آذر)
10. بفران (دی)
11. به‌ندان (بهمن)
12. رمشان (اسفند)

## ماه‌های خورشیدی در گویش‌های مختلف کردی
اسامی ماه‌های سال خورشیدی به چند گویش اصلی کردی:
| فارسی    | کرمانج   | که‌لهوری         | سورانی    | هه‌ورامی   | له‌کی             |
| -------- | -------- | --------------- | --------- | --------- | ---------------- |
| فروردین  | نیسان    | جه‌ژنان (جه‌شنان) | خاکه‌لێوه  | نه‌ورۆز    | په‌نجه            |
| اردیبهشت | گولان    | گولان           | گوڵان     | پاژه‌ره‌ژ   | میریان           |
| خرداد    | حه زیران | زه‌ردان          | جۆزه‌ردان  | چێڵکڕ     | گاکور            |
| تیر      | تیرمه    | په‌ر په‌ر         | پووشپه‌ڕ   | کۆپڕ      | ئاگرانی          |
| مرداد    | ته باخ   | گ‌لاویژ          | گه‌لاوێژ   | گه‌لاوێژ   | مردار            |
| شهریور   | ئیلون    | نوخشان          | خه‌رمانان  | ئاوه‌وه‌ره  | ماله‌ژیر          |
| مهر      | جوتمه    | به‌ران           | ره‌زبه‌ر    | ترازیێ    | ماله ژیر دوماینه |
| آبان     | مژدار    | خه‌زان           | خه‌زه‌ڵوه‌ر  | گه‌ڵاخه‌زان | تۊلته‌کن          |
| آذر      | کانوون   | ساران           | سه‌رماوه‌ز  | که‌ڵه‌هه‌رز  | مانگ سیه         |
| دی       | چله      | به‌فران          | به‌فرانبار | ئارگا     | نورووژ           |
| بهمن     | سبات     | به‌ندان          | رێبه‌ندان  | رابڕان    | خاکه لیه         |
| اسفند    | ئادار    | ره‌مشان          | ره‌شه‌مێ    | سیاوکام   | مانگ لیه         |